# Gadget USB
 (avril 2023).
Si vous disposez d'ouvrages ou d'articles de référence ou si vous connaissez des sites web de qualité traitant du thème abordé ici, merci de compléter l'article en donnant les références utiles à sa vérifiabilité et en les liant à la section « Notes et références ».

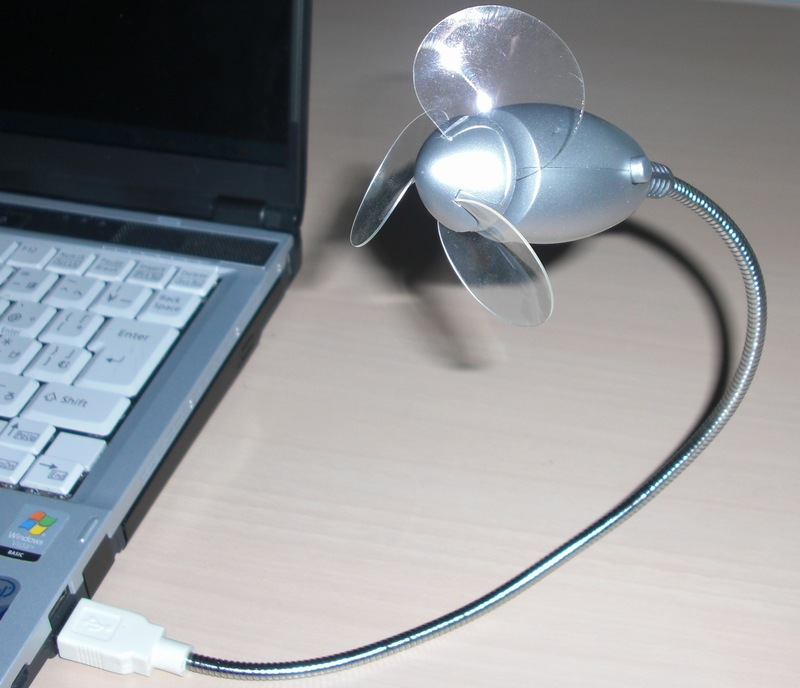
Ventilateur USB.

Un gadget USB est un gadget de bureau qui tire son alimentation électrique d'un port USB.

## Types
Il y a deux types de gadgets USB : les utiles et les amusants.
Les gadgets utiles visent à avoir un usage, mais en pratique il est limité par les restrictions de l'alimentation par port USB. Cette catégorie inclut par exemple les déchiqueteurs ou les ventilateurs.

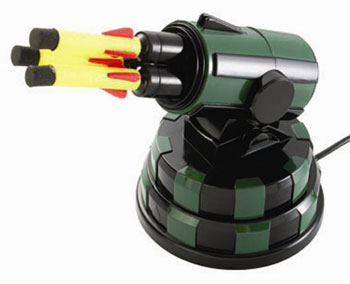
Lance-missiles USB.

Les gadgets amusants n'ont pas d'usage pratique, leur seul but est d'être distrayants. Cette catégorie inclut par exemple les lance-missiles USB. Ils sont assez populaires dans le monde du travail, où ils permettent d'évacuer la tension causée par le stress.

## Alimentation
Les ports USB fournissent 5 V dans la limite de 0,5 A, soit 2,5 W.